# Chenxi
Chenxi (chinesisch 辰溪县, Pinyin Chénxi Xiàn) ist ein Kreis, der zum Verwaltungsgebiet der bezirksfreien Stadt Huaihua in der zentral-südlichen Provinz Hunan der Volksrepublik China gehört. Er hat eine Fläche von 1.977 km² und zählt 407.578 Einwohner (Volkszählung 2020). Sein Hauptort ist die Großgemeinde Chenyang (辰阳镇).